# Platypalpus aerivagus
Platypalpus aerivagus är en tvåvingeart som först beskrevs av Seguy 1941.  Platypalpus aerivagus ingår i släktet Platypalpus och familjen puckeldansflugor. Inga underarter finns listade i Catalogue of Life.